# Cantón de Soultz-Haut-Rhin
El cantón de Soultz-Haut-Rhin era una división administrativa francesa, que estaba situada en el departamento de Alto Rin y la región de Alsacia.

## Composición
El cantón estaba formado por once comunas:
- Berrwiller
- Bollwiller
- Feldkirch
- Hartmannswiller
- Issenheim
- Jungholtz
- Merxheim
- Raedersheim
- Soultz-Haut-Rhin
- Ungersheim
- Wuenheim

## Supresión del cantón de Soultz-Haut-Rhin
En aplicación del Decreto nº 2014-207 de 21 de febrero de 2014, el cantón de Soultz-Haut-Rhin fue suprimido el 22 de marzo de 2015 y sus 11 comunas pasaron a formar parte, siete del nuevo cantón de Guebwiller y cuatro del nuevo cantón de Wittenheim.